# کیران جلیالی
کیران جلیالی (انگلیسی: Kieran Djilali؛ زادهٔ ۲۲ ژانویهٔ ۱۹۹۱) بازیکن فوتبال اهل بریتانیا است.
از باشگاه‌هایی که در آن بازی کرده‌است می‌توان به باشگاه فوتبال کریستال پالاس، باشگاه فوتبال پورتسموث، باشگاه فوتبال کراولی تاون، باشگاه فوتبال ای‌اف‌سی ویمبلدون، باشگاه فوتبال اسلایگو راورز، باشگاه فوتبال کورک سیتی و باشگاه فوتبال چسترفیلد اشاره کرد.